# نبرد در جزیره
نبرد در جزیره (به انگلیسی: Le Combat dans l'île) یک فیلم درام فرانسوی محصول سال ۱۹۶۲ به کارگردانی آلن کاوالیه است که ژان لوئی ترنتینان، رومی اشنایدر و هانری سره در آن بازی می‌کنند. این فیلم در چارچوب کمپین بمب‌گذاری‌ها و ترورها توسط سازمان ارتش سری می‌گذرد، داستان مرد جوانی ریاضت‌کش را روایت می‌کند که با فریب تروریسم فاسد شده‌است و همسر دلسوزترش که هم استقلال و هم شریک ارزشمندتری پیدا می‌کند

## طرح
کلمان، پسر یک صنعتگر ثروتمند در پاریس، به یک سازمان تروریستی راست افراطی پیوسته‌است. همسر شاداب او، آن، که قبلاً یک هنرپیشه محبوب بود، تا زمانی که یک بازوکا از هم جدا شده در اتاق خواب آنها پیدا کرد، چیزی از آن نمی‌داند. یک شب، کلمان به دستور یکی از همکارانش به نام سرژ، از بازوکا برای تخریب آپارتمان یک سیاستمدار محبوب سوسیالیست استفاده می‌کند. رسانه‌ها گزارش می‌دهند که این سیاستمدار در انفجار جان خود را از دست داده‌است و سرژ با زنگ زدن از فرودگاه به کلمان می‌گوید ناپدید شود.
او به آن در آسیاب آبی درود افتاده متعلق به پل، دوست قدیمی مدرسه که اکنون یک چاپخانه سوسیالیستی را اداره می‌کند، پناه می‌برد. سپس رسانه‌ها گزارش می‌دهند که این سیاستمدار در آپارتمان خود نبوده و موشک یک آدمک را از بین برده‌است. کلمان متوجه می‌شود که سرژ او را به راه انداخته و مصمم به کشتن او برای انتقام، به دنبال او می‌رود. رها شده در آسیاب آبی، آن به پل دوست داشتنی نزدیک می‌شود، که جذب او شده‌است اما تمایلی به سوء استفاده از دوست قدیمی خود ندارد. او را تشویق می‌کند تا از تنهایی خود بیرون بیاید و به کار بازیگری بازگردد. با گذشت ماه‌ها و بازگشت کلمان، این دو در نهایت عاشق می‌شوند و آن باردار می‌شود.
سپس کلمان دوباره از آمریکای جنوبی بازمی‌گردد و حریف خود را در آنجا با کمک نازی‌های محلی پیدا کرده و کشته‌است. او با چند اراذل دست راستی پل را کتک می‌زند و یک تپانچه برای او می‌گذارد و می‌گوید که با او تماس خواهد گرفت تا در یک تیراندازی مرد به نفر مسائل را حل و فصل کند. یک روز در آسیاب آبی، کلمان از جزیره‌ای جنگلی روبروی پل به او زنگ می‌زند و به او می‌گوید که تپانچه را بیاورد و بجنگد. اگرچه آنه وحشت دارد، اما پل مهارت‌های نظامی دارد که از جنگ در الجزایر آموخته‌است و به حریف خود پیروز م‌یشود. او و آن می‌توانند زندگی جدیدی را با هم شروع کنند.

## بازیگران
- رومی اشنایدر: آنا
- ژان لوئی ترینتینانت: کلمنت
- هانری سر: پل
- پیر آسو: سرژ
- دایان لپوریر: سیسیل
- ژاک برلیوز: پدر کلمان